# Staudenbahn
A Staudenbahn egy egyvágányú, mindössze 42,4 km hosszú, nem villamosított vasútvonal Bajorországban Gessertshausen és Türkheim között.